# NGC 5436
NGC 5436 (другие обозначения — UGC 8971, MCG 2-36-25, ZWG 74.71, PGC 50104) — галактика в созвездии Волопас.
Этот объект входит в число перечисленных в оригинальной редакции «Нового общего каталога».